# FBIアカデミー
FBIアカデミー(英語: FBI Academy)は連邦捜査局の法執行研修・研究機関である。

## 概要
1972年、バージニア州スタフォード郡クアンティコ近郊にある386エーカー (1.56 km2)の森林地帯を利用して設立された。クアンティコ海兵隊航空施設の敷地内で547エーカー (2.21 km2)を占めている。
同居しているFBIラボ、ワシントンD.C.の本庁及びワシントンDC支局、ニューヨーク支局と共にFBIが管理している施設の一つである。また、この施設は公開されていない。
新人FBI捜査官の研修に加え、この研修部では特別捜査官、諜報分析官、法施行係官、麻薬捜査官および海外協力者の教育も行っている。アカデミーは火器取扱い、ホーガンズアレイ(小さい町を模した複合訓練施設)、戦術的緊急輸送運用センター(Tactical and Emergency Vehicle Operations Center, TEVOC)、サバイバル技術、法施行管理を含む重要な研修プログラムを提供している。